# Route nationale 618
Pour les articles homonymes, voir Route 618.
La route nationale 618, ou RN 618, était une route nationale française reliant Saint-Jean-de-Luz à Argelès-sur-Mer. Elle fut classée dans les années 1930 en regroupant les tronçons de la route thermale des Pyrénées et empruntait tous les cols prestigieux de la chaîne des Pyrénées, immortalisés par la « Grande Boucle ». C'est pourquoi on l'appelait « Route des Pyrénées ».
La vague de déclassements des années 1970 a provoqué son déclassement intégral (RD 918 de Saint-Jean-de-Luz à Arreau, RD 618 d'Arreau à Argelès Plage).

## De Saint-Jean-de-Luz à Argelès Plage

### De Saint-Jean-de-Luz à Saint-Jean-Pied-de-Port
- Saint-Jean-de-Luz, D 918
- Ascain
- Saint-Pée-sur-Nivelle
- Souraïde
- Espelette
- Cambo-les-Bains
- Louhossoa
- Pont Noblia, commune de Bidarray
- Gahardou, commune d'Ossès
- Eyharce, commune d'Ossès
- Uhart-Cize
- Saint-Jean-Pied-de-Port, D 918

Tronc commun avec l'ancienne RN 133 (16 km)

### De Larceveau à Issor
- Larceveau-Arros-Cibits, D 918
- Saint-Just-Ibarre
- Col d'Osquich (392 m)
- Musculdy
- Garindein
- Mauléon-Licharre
- Libarrenx
- Gotein
- Sauguis-Saint-Étienne
- Trois-Villes
- Tardets-Sorholus
- Montory
- Lanne-en-Barétous
- Arette
- Issor, D 918

Tronc commun avec la RN 134 (2 km)

### D'Asasp à Argelès-Gazost
- Asasp, D 918
- Lurbe-Saint-Christau
- Arudy
- Izeste, D 918

Tronc commun avec l'ancienne RN 134BIS (13 km)
- Laruns, D 918
- Eaux-Bonnes
- Gourette, (commune d'Eaux-Bonnes)
- Col d'Aubisque (1 709 m)
- Col du Soulor (1 474 m)
- Arrens-Marsous
- Aucun
- Arras-en-Lavedan
- Argelès-Gazost, D 918

Tronc commun avec l'ancienne RN 21 (18 km)

### De Luz-Saint-Sauveur au col du Portillon
- Luz-Saint-Sauveur, D 918
- Barèges

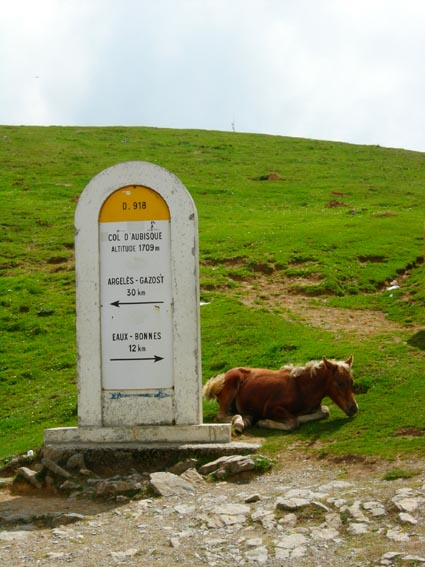
La borne du col d'Aubisque.

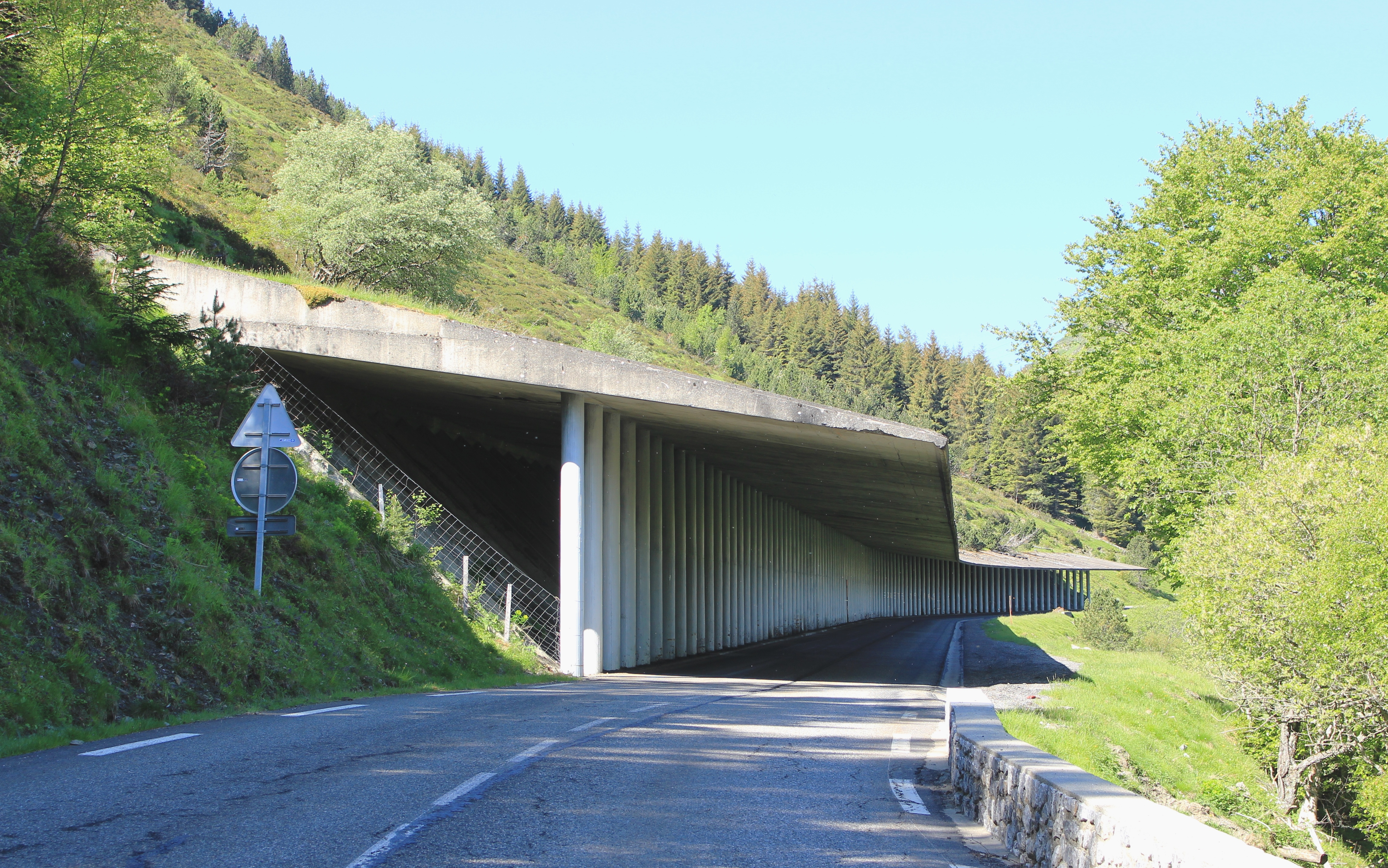
Paravalanche de Castillon (La Mongie) (édifice Patrimoine du XXe siècle).

  - Le tracé de la montée vers le col de Tourmalet a été modifié en 2011, passant par la station Superbarèges avant de rejoindre la montée. L'ancien tracé long de 2,4 km est devenu une voie verte du nom Voie Laurent Fignon[2].
- Col du Tourmalet (2 115 m)
- La Mongie, commune de Bagnères-de-Bigorre
- Sainte-Marie-de-Campan, commune de Campan
- Espiadet, (commune de Campan)
- Col d'Aspin (1 489 m), D 918
- Arreau, D 618
- Bordères-Louron
- Anéran
- Estarvielle
- Loudervielle
- Col de Peyresourde (1 569 m)
- Garin
- Castillon-de-Larboust
- Saint-Aventin
- Trébons-de-Luchon
- Bagnères-de-Luchon, D 618

Tronc commun avec l'ancienne RN 125 (D 125) (1,5 km)
- Saint-Mamet, D 618A
- Col du Portillon (1 320 m), frontière espagnole, D 618A

Interruption de la route à la frontière espagnole, la route devient la N-141.

### Portion espagnole (N-141)
- Col du Portillon (1 320 m), frontière espagnole, N-141
- Bossòst, fin de la N-141

Pour rejoindre le tronçon suivant de l'ancienne RN 618 en France à partir de Chaum, il faut emprunter la N-230 de Bossòst à la frontière française au pont de Rey où elle devient la RN 125.
Tronçon commun avec la RN 125 entre Pont de Rey et Chaum (15km environ)

### De Chaum à Saint-Girons
- Chaum, D 618
- Fronsac
- Antichan-de-Frontignes
- Col des Ares
- Juzet-d'Izaut
- Col de Buret (600 m)
- Col de Portet-d'Aspet (1 069 m)
- Portet-d'Aspet
- Saint-Lary
- Orgibet
- Illartein
- Aucazein
- Argein
- Audressein
- Engomer
- Luzenac, commune de Moulis
- Moulis
- Saint-Girons, D 618

### De Saint-Girons à Mont-Louis
- Saint-Girons, D 618
- Eycheil
- Lacourt
- Castet d'Aleu, commune d'Aleu
- Massat
- Col des Caugnous (947 m)
- Col de Port (1 250 m)
- Prat Communal, commune de Saurat
- Saurat
- Bédeilhac-et-Aynat
- Surba
- Tarascon-sur-Ariège, D 618

Tronc commun avec la RN 20 (68 km)
- Ur, D 618
- Villeneuve-des-Escaldes
- Angoustrine-Villeneuve-des-Escaldes
- Targasonne
- Égat
- Font-Romeu
- Mont-Louis, D 618

Tronc commun avec la RN 116 (51 km)

### De Bouleternère à Argelès Plage
- Bouleternère, D 618
- Boule-d'Amont
- Col de Fourtou (646 m)
- Col de Xatard (752 m)
- Saint-Marsal
- Taulis
- Palalda
- Amélie-les-Bains, D 618

Tronc commun avec l'ancienne RN 115 (8 km)
- Céret, D 618
- Maureillas-las-Illas
- Saint-Martin de Fenollar, (commune de Maureillas-las-Illas), D 618

Tronc commun avec l'ancienne RN 9 (2 km)
- Le Boulou, D 618
- Saint-Génis-des-Fontaines
- Saint-André
- Argelès-sur-Mer
- Argelès Plage, commune d'Argelès-sur-Mer, D 618

## Galerie d’images

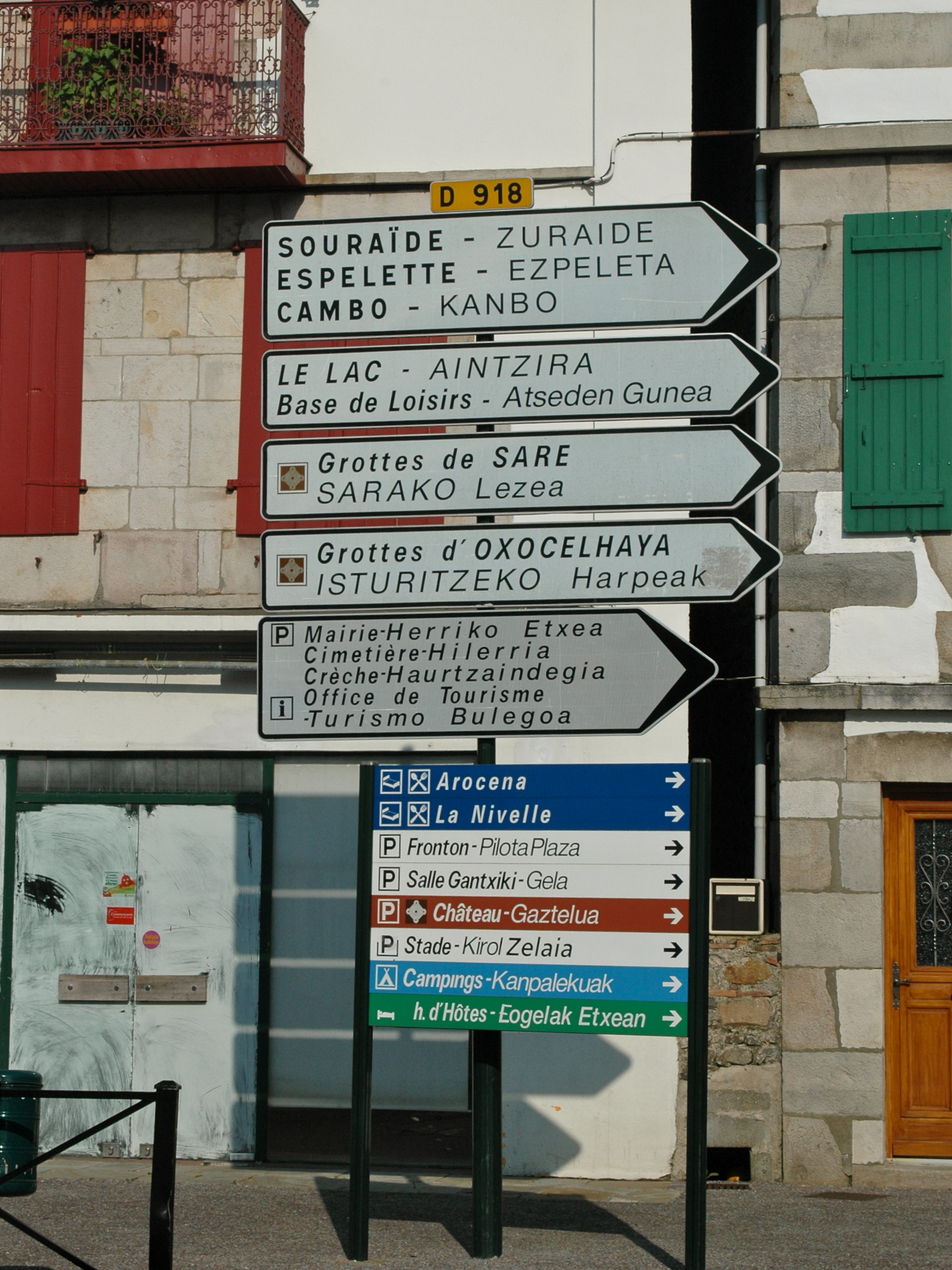
La RN 618 devenue RD 918 à Saint-Pée-sur-Nivelle.
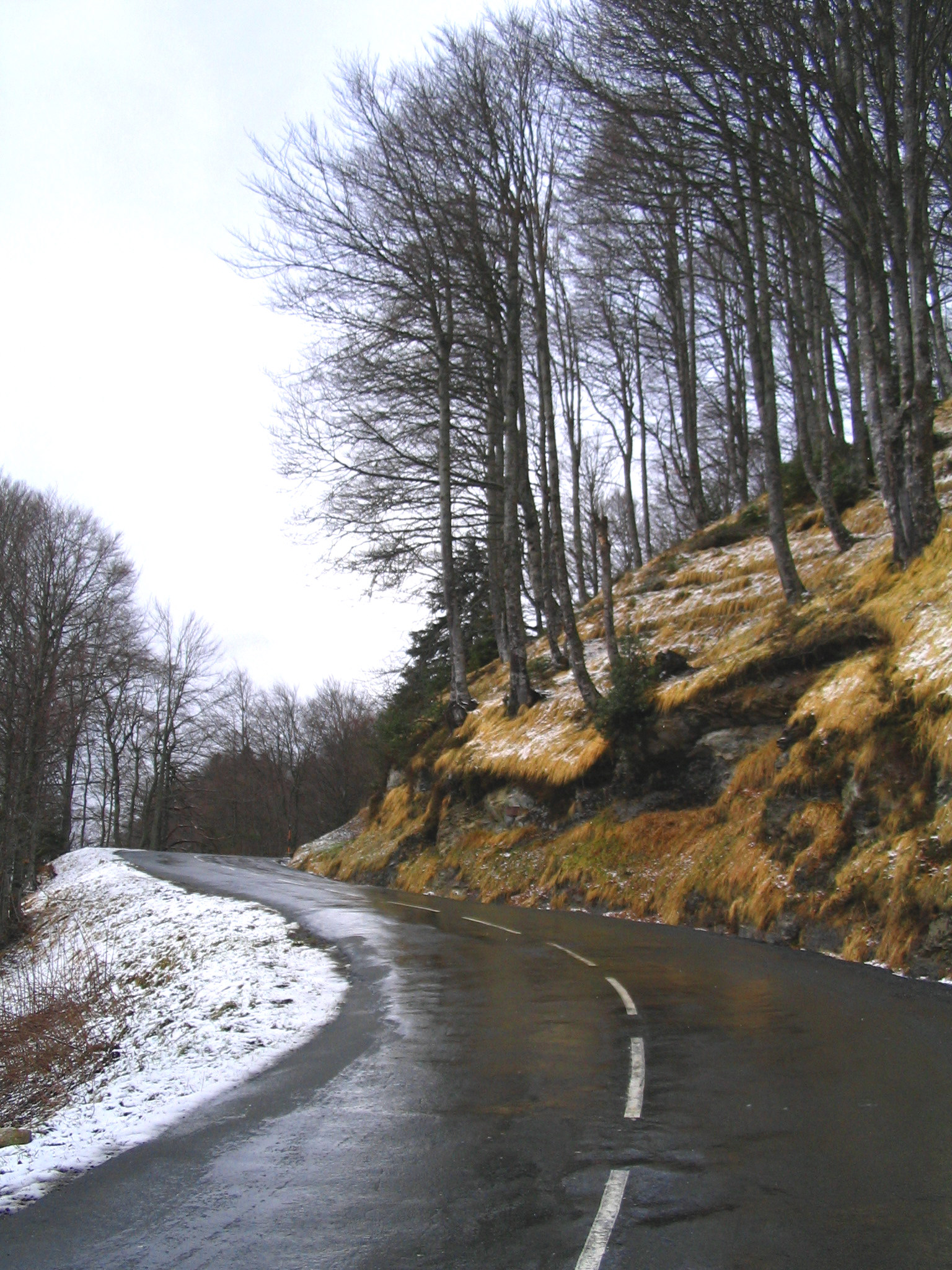
La montée du col d'Aubisque côté Gourette.
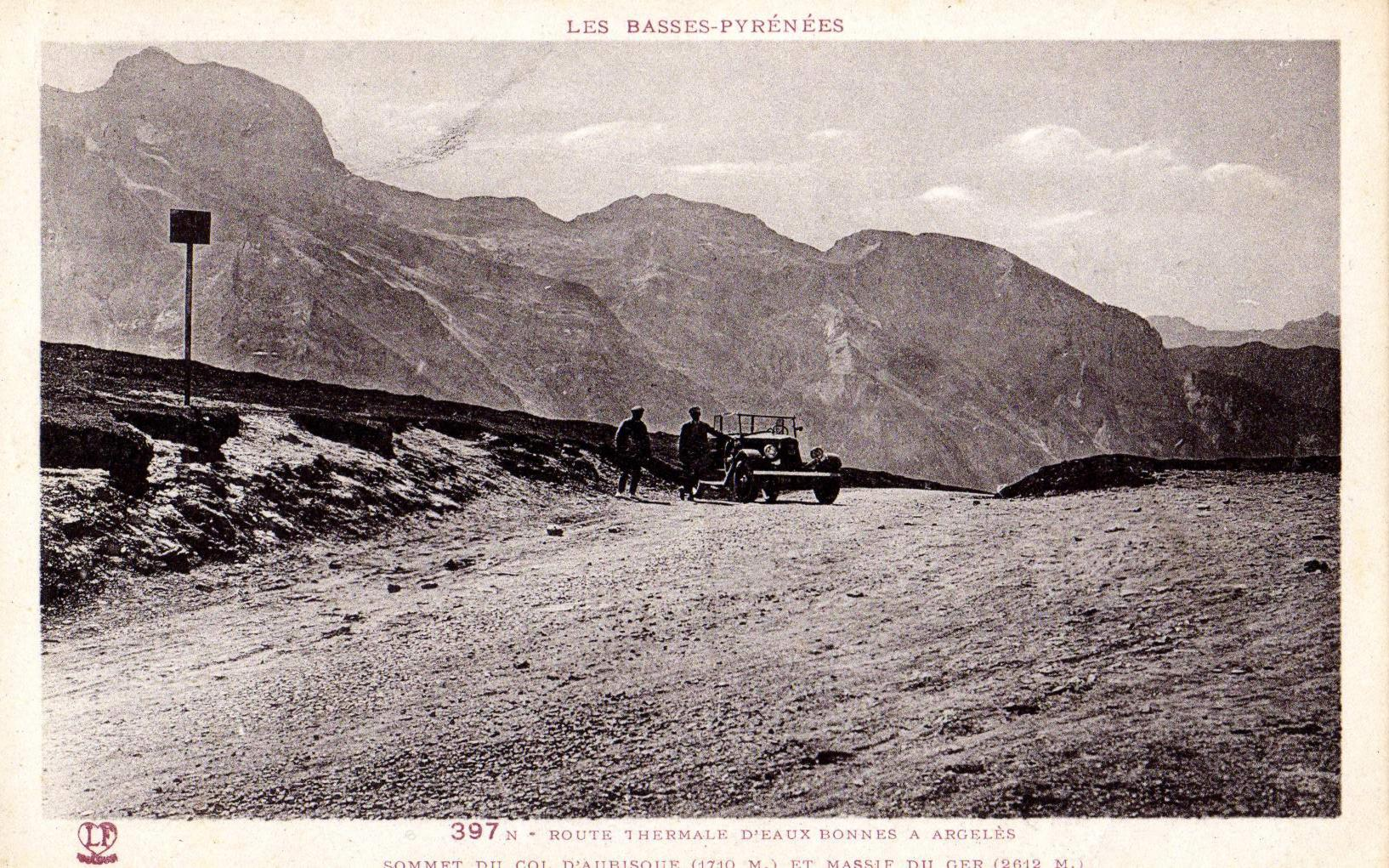
La route thermale au col d'Aubisque.
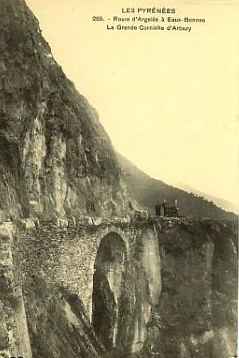
La route thermale des Pyrénées.
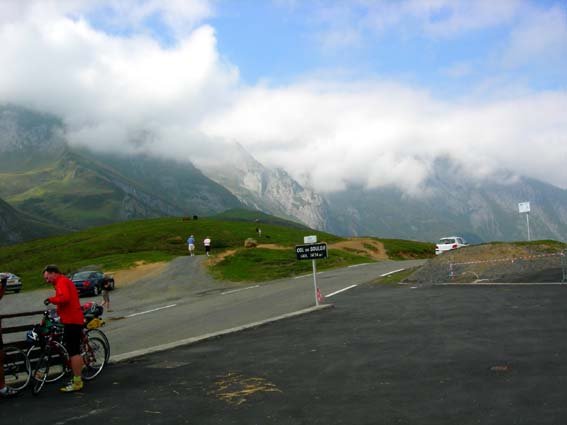
Le col du Soulor.
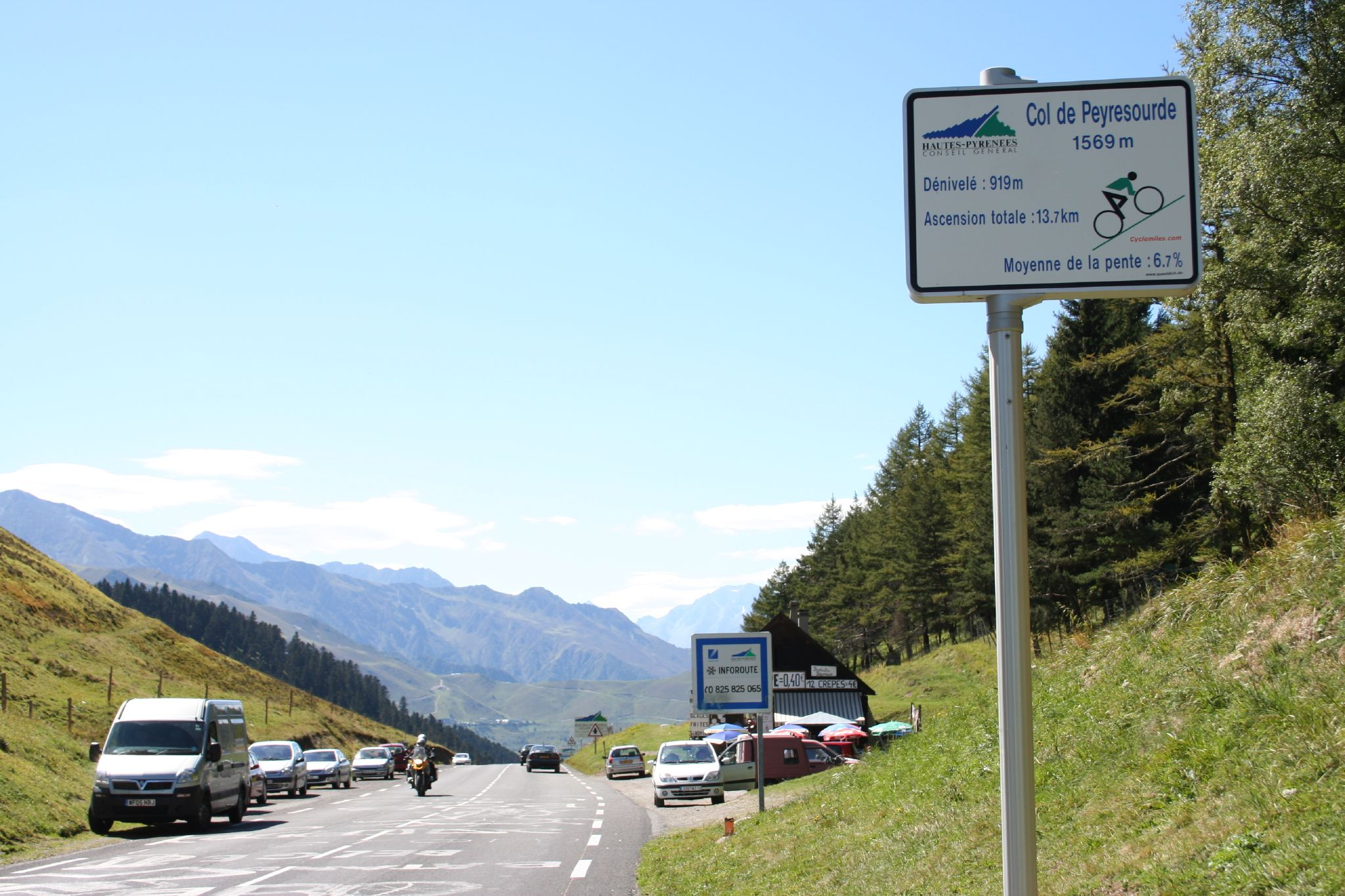
Le col de Peyresourde.

## Sections en voie express

### Le Boulou - Argelès-sur-Mer
Il s'agit d'une section à 2x1 voies non séparées, quasi totalement dénivelée sauf un rond-point à l'entrée d'Argelès-sur-Mer. Elle se trouve dans la continuité de l'antenne RD 618A qui franchit la Têt et ne débute sous le nom de RD 618 qu'au niveau de l'échangeur avec la RD 900 (ex-RN 9) au sud du Boulou, avec laquelle elle formait un tronc commun jusqu'à cette intersection. Elle prend fin au niveau d'un échangeur avec la RD 914 (ex-RN 114)avant d'entrer dans Argelès.
- D 900 – villes desservies : Gérone, Le Boulou
- – villes desservies : Le Boulou - Les Chartreuses, Les Trompettes
- D 61 – villes desservies : Montesquieu-des-Albères
- D 61A – villes desservies : Villelongue-dels-Monts, Lycée Alfred Sauvy
- D 2 – villes desservies : Saint-Génis-des-Fontaines, Brouilla
- D 50 – villes desservies : Laroque-des-Albères
- D 11 – villes desservies : Saint-André, Sorède, Palau-del-Vidre
- Carrefour giratoire avec l'ancien tracé de la RN qui traverse le centre des villages, notamment celui de Saint-André.
- D 914 – villes desservies : Port-Vendres, Collioure, Perpignan, Elne, Argelès-sur-Mer-Valmy, Le Racou[3].